# Goldkronacher Forst

Lage des Goldkronacher Forsts im Landkreis Bayreuth

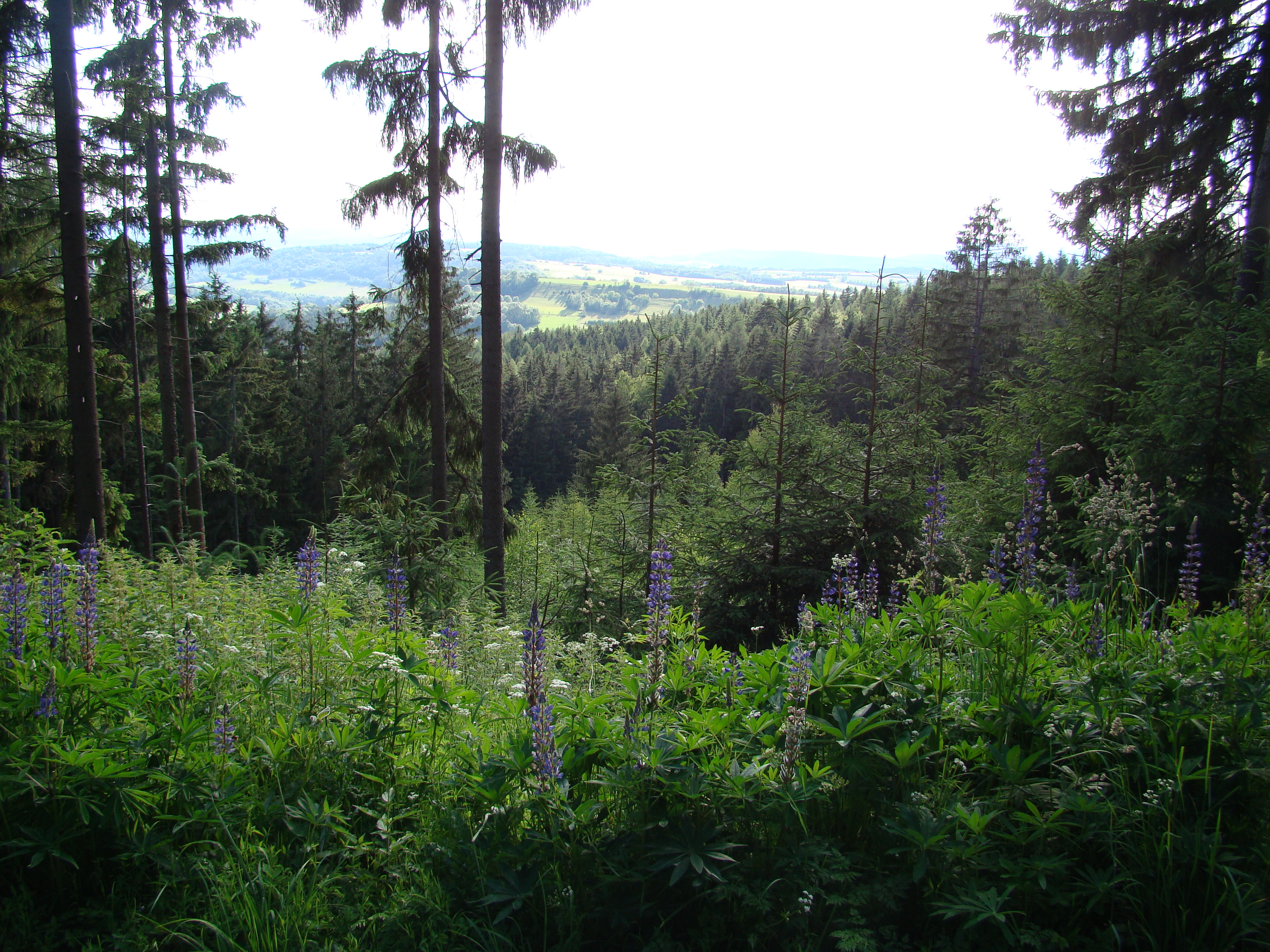
Im Goldkronacher Forst

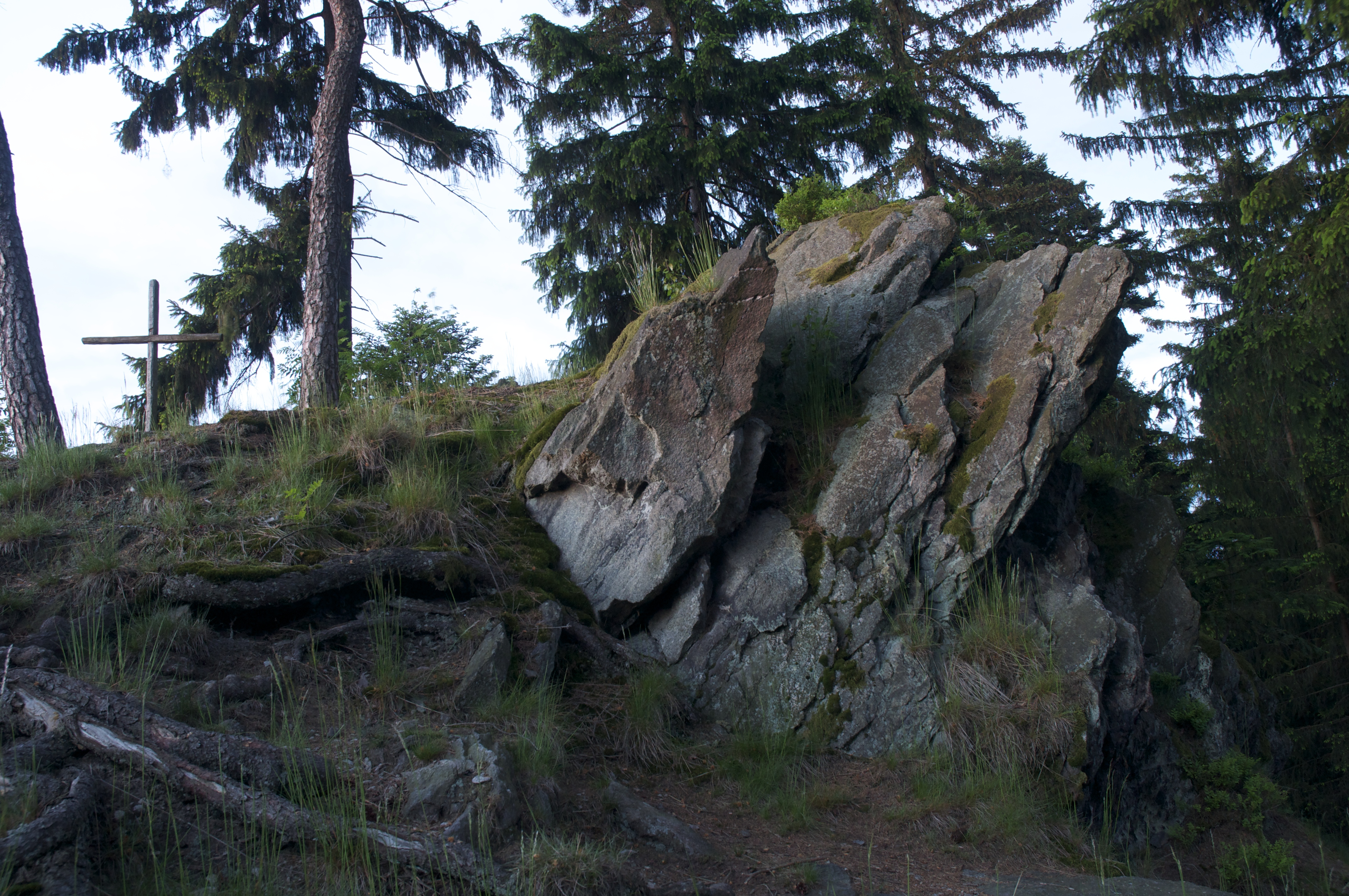
Der Fürstenstein liegt im Westteil des Gebiets

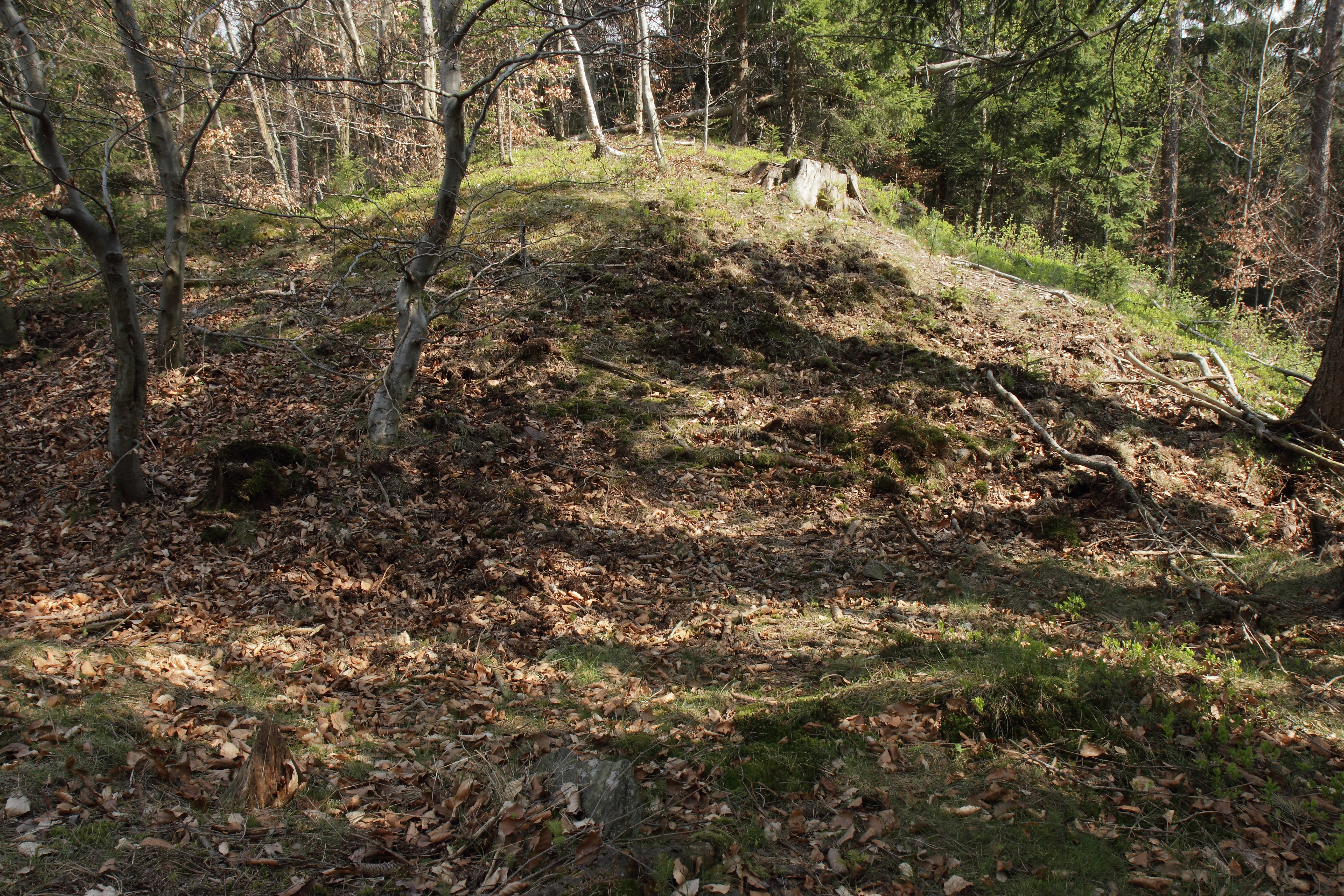
Die Burgstall Lichteburg liegt im Südwestteil des Gebiets

Der Goldkronacher Forst ist eine Gemarkung bei Goldkronach im Landkreis Bayreuth und war bis zum 31. Dezember 2018 ein gemeindefreies Gebiet.

## Gemarkung
Die Gemarkung Goldkronacher Forst hat eine Fläche von 18,037 km². Sie ist in 216 Flurstücke aufgeteilt, die eine durchschnittliche Flurstücksfläche von 83502,51 m² haben. Die Gemarkung besteht aus drei Gemarkungsteilen jeweils in den Gemeinden Bad Berneck im Fichtelgebirge (Gemarkungsteil 0), Goldkronach (2) und Warmensteinach (3).

## Geographie
Das Gebiet hat eine Fläche von 18,02 km², liegt am Südwestrand des Fichtelgebirges. An den steilen Aufstieg im Westen schließen sich Höhenlagen von bis zu 850 m ü. NHN an. Mit dem Weißen Main und der Kronach durchfließen zwei Gewässer den Forst, die Landschafts- und Ortsbilder der anliegenden Gemeinden prägen. Ursprünglich bedeckten Bergmischwälder aus Fichten, Tannen, Buchen und Ahorne das Gebiet.
Dies änderte sich, als der Mensch im Mittelalter begann, die reichen Edelmetallvorkommen auszubeuten. Der Forst lag im Zentrum des blühenden Goldkronacher Goldbergbaus, der Holzbedarf der Bevölkerung wuchs und es entstanden vorindustrielle Hochöfen und Hammerwerke am Weißen Main. Die durch den enormen Holzverbrauch der Bergbau- und Hüttenbetriebe gerissenen Lücken erholten sich nur langsam und waren bis ins 20. Jahrhundert hinein erkennbar. Durch Maßnahmen wie die Wiedereinbringung einst verbreiteter Baumarten konnten große Erfolge erzielt werden.
Das Gebiet ist Teil des Naturparks Fichtelgebirge und wird von den Bewohnern der umliegenden Gemeinden als Erholungsgebiet genutzt. Über den Goldkronacher Forst verstreut gibt es Zeugnisse des Bergbaus, der Steilabfall nach Westen bietet einen Fernblick über die obermainische Bruchschollenlandschaft bis zur Frankenalb.

## Eingliederung in drei Kommunen
Das gemeindefreie Gebiet Goldkronacher Forst wurde zum Stichtag 1. Januar 2019 aufgelöst und auf die Städte Bad Berneck im Fichtelgebirge (Norden) und Goldkronach (Westen) sowie die Gemeinde Warmensteinach (Osten) aufgeteilt.
| Aufnehmende Gemeinde | Anzahl Flurstücke | Fläche ha | Fläche Prozent | Lage   |
| -------------------- | ----------------- | --------- | -------------- | ------ |
| Bad Berneck          | 78                | 469,33    | 26,0           | Norden |
| Goldkronach          | 84                | 743,69    | 41,3           | Westen |
| Warmensteinach       | 51                | 588,75    | 32,7           | Osten  |
| 3 Gemeinden          | 213               | 1801,76   | 100,0          |        |

## Schutzgebiete
- Fürstenstein bei Goldkronach (Geotop-Nummer 472R001).